# Suining (Sichuan)

Lage Suinings in Sichuan

Suining (chinesisch 遂宁市, Pinyin Suìníng Shì) ist eine bezirksfreie Stadt in der gebirgigen südwestchinesischen Provinz Sichuan. Suining hat eine Fläche von 5.324 km² und 2.814.196 Einwohner (Stand: Zensus 2020). Beim Zensus im Jahre 2010 wurden 3.252.619 Einwohner gezählt. In dem eigentlichen städtischen Siedlungsgebiet von Suining leben 829.356 Menschen (Stand: Zensus 2020).

## Geographie
Suining liegt in der Mitte des Sichuan-Beckens am Mittellauf des Fu Jiang. Das Gelände ist hügelig, das Gebiet der Stadt liegt auf einer Höhe zwischen 215 und 674 Metern. Der Fu Jiang (涪江) fließt auf 171 km von Nord nach Süd durch das Gebiet der Stadt und hat eine Wasseroberfläche von 14,8 Quadratkilometern. In den Fu Jiang mündet im Bereich der Stadt Suining von Osten der Zi Jiang (梓江) und von Westen der Qi Jiang (郪江). Im Westen des Gebiets der Stadt fließt der Qiong Jiang (琼江) parallel zum Fu Jiang. Es gibt sieben kleinere und mittelgroße Stauseen zur Energiegewinnung.

## Wirtschaft
Suining ist ein Teil der Chengdu-Chongqing-Wirtschaftszone und bildet einen Verkehrsknotenpunkt zwischen Chengdu und Chongqing. Auf dem Gebiet der Stadt gibt es 600 Kilometer Bahnstrecke, aufgeteilt in acht Hauptverkehrslinien, unter anderem zur Hochgeschwindigkeitsverbindung wischen Chengdu und Chongqing. Im Stadtbezirk Anju ist der Bau eines Flughafens geplant.  In Suining gibt es Vorkommen von Erdöl, Erdgas, Salz und Kalkstein; das „Moxi“-Gasfeld im Stadtbezirk Anju ist das größte einzelne und einschichtige Erdgasfeld in Sichuan.
Die landwirtschaftlich genutzte Fläche von Suining beträgt 271 300 Hektar. Produziert werden überwiegend Getreide, Öl, Obst (überwiegend Zitrusfrüchte wie Orangen, Zitronen, Pomelos; sowie Birnen, Pfirsiche Pflaumen und Äpfel), Schweinefleisch und Kräuter für die traditionelle chinesische Medizin. Daneben gibt es Maulbeerbaum- und Zuckerrohrplantagen; die Großgemeinde Hebian im Kreis Daying ist berühmt für Chrysanthemen zur Teezubereitung. 39 % der Fläche von Suining sind mit Wald bedeckt.
In der Stadt gibt es einige Vorzeigeprojekte zur Sauberkeit und ökologischen Stadtentwicklung, Suining wurde als eine der zehn lebenswertesten Städte Chinas bewertet.

## Administrative Gliederung
Auf Kreisebene setzt sich Suining aus zwei Stadtbezirken, zwei Kreisen und einer kreisfreien Stadt zusammen (Stand: Zensus 2020):
| Karte                                | Karte  | Karte        | Karte            | Karte        | Karte                       | Karte                                    |
| ------------------------------------ | ------ | ------------ | ---------------- | ------------ | --------------------------- | ---------------------------------------- |
| Chuanshan Anju Pengxi Daying Shehong |        |              |                  |              |                             |                                          |
| Name                                 | chin.  | Pinyin       | Einwohner (2020) | Fläche (km²) | Bevölkerungs- dichte (/km²) |                                          |
| Stadtbezirke                         |        |              |                  |              |                             |                                          |
| Chuanshan                            | 船山区 | Chuánshān Qū | 832 863          | 609          | 1 368                       | Sitz der Stadtregierung                  |
| Anju                                 | 安居区 | Ānjū Qū      | 431 310          | 1 266        | 341                         |                                          |
| Kreise                               |        |              |                  |              |                             |                                          |
| Pengxi                               | 蓬溪县 | Péngxī Xiàn  | 430 344          | 1 254        | 343                         | Hauptort: Großgemeinde Chicheng (赤城镇) |
| Daying                               | 大英县 | Dàyīng Xiàn  | 387 299          | 652          | 594                         | Hauptort: Großgemeinde Penglai (蓬莱镇)  |
| Kreisfreie Städte                    |        |              |                  |              |                             |                                          |
| Shehong                              | 射洪市 | Shèhóng Shí  | 732 380          | 1 496        | 490                         | Hauptort: Großgemeinde Taihe (太和镇)    |

Suining hat den Status der bezirksfreien Stadt seit 1985. Die Stadtbezirke Chuanshan und Anju wurde 2003 geschaffen, 2019 wurde Shehong von einem Kreis in eine kreisfreie Stadt umgewandelt.
Der im Stadtgebiet gelegene Guangde-Tempel (广德寺, guǎngdé sì) steht auf der Liste der Denkmäler der Volksrepublik China.